# Sium latijugum
Sium latijugum är en flockblommig växtart som beskrevs av Charles Baron Clarke. Sium latijugum ingår i släktet vattenmärken, och familjen flockblommiga växter. Inga underarter finns listade i Catalogue of Life.